# Und dennoch leben sie
Und dennoch leben sie (Originaltitel: La ciociara) ist ein Spielfilm des italienischen Regisseurs Vittorio De Sica aus dem Jahr 1960. Das Melodram basiert auf dem Roman Cesira (La Ciociara) von Alberto Moravia und wurde von den Filmstudios Compagnia Cinematografica Champion, Les Films Marceau-Cocinor und Société Générale de Cinématographie produziert.

## Handlung
Italien im Jahr 1943: Die junge und wohlhabende Witwe Cesira hat eine 13-jährige Tochter namens Rosetta und besitzt einen kleinen Kaufladen in Rom. Die Bombardements der Hauptstadt des faschistischen Diktators Benito Mussolini durch die Alliierten nehmen von Tag zu Tag zu, und der Aufenthalt in der Stadt wird zunehmend lebensgefährlich. Mutter wie Tochter werden Zeuge, wie einige Kunden ausgebombt werden und eine Druckwelle das Stahlgitter über ihrer Ladentür mit beängstigender Leichtigkeit verbiegt. Cesira muss eine Entscheidung treffen: Soll sie mit ihrer verängstigten Tochter Zuflucht auf dem Land suchen oder weiterhin in Rom ausharren?
Während sie die Situation abwägt, besucht sie den Kohlenhändler Giovanni in dessen Laden. Giovanni ist so fasziniert von der schönen Cesira, dass er gleich auf dem Fußboden seines Geschäfts über sie herfällt. Zum Lohn schenkt er ihr einen Sack Kohlen, Cesira wirft ihm diese jedoch vor die Füße; dennoch nimmt sie freundlich Abschied von ihm. Sie hat sich entschieden, mit ihrer Tochter Rom zu verlassen und in ihrem Heimatdorf auf dem Lande Schutz zu suchen. Die Reise ist für Mutter und Tochter lang und beschwerlich. Der Zug hält auf offener Strecke wegen zerstörter Eisenbahnschienen, und so entschließt sich Cesira, den restlichen Weg zu Fuß zurückzulegen.
In Cesiras Heimatdorf angekommen, müssen Mutter und Tochter erkennen, dass auch im scheinbar sicheren Umland der Krieg bereits Einzug gehalten hat. Die Menschen haben kaum noch zu essen, leben von Wasser und Brot oder zehren von ihren Weinvorräten. Cesira und Rosetta lernen Michele kennen, einen eher schüchternen jungen Studenten, der von Freunden und Familie nur „Professor“ genannt wird, was ihm vor allem seine antifaschistische Haltung und offen geäußerte Kritik gegen den Krieg eingebracht hat.
Michele fühlt sich sehr zu Cesira hingezogen, doch sie widersteht zunächst seinen Annäherungsversuchen. Als sie endlich bereit ist, seine Liebe zu erwidern, fallen deutsche Soldaten in das ärmliche Dorf ein. Auf der Flucht vor den alliierten Truppen aus Anzio bei Rom, zwingen diese Michele mit vorgehaltener Waffe, sie durch die Gebirgslandschaft zu führen.
Während Michele die deutschen Soldaten auf ihrem Weg durch das Ciociara-Gebirge begleitet, entscheidet sich Cesira, nach Rom zurückzukehren. Die Alliierten stehen mit ihren Truppen im Norden kurz vor der italienischen Hauptstadt – die Befreiung steht anscheinend bevor. Auf dem anstrengenden Weg zurück werden Cesira und Rosetta von amerikanischen Truppen überholt. Wenig später folgen auch Marokkaner (Goumiers marocains, Kolonialtruppen des „Corps Expéditionaire Français en Italie“), die Mutter und Tochter ihrer Schönheit wegen aufdringlich anstarren und ihnen hinterherpfeifen. Zum Schlafen ziehen sich Cesira und Rosetta in eine ausgebombte Kirche zurück, wo sie von marokkanischen Soldaten überrascht werden. Beide Frauen werden die ganze Nacht hindurch vergewaltigt. Nach dieser Tortur setzen sie ihren Weg fort. Rosetta steht unter Schock.
Beide werden vom jungen Lastwagenfahrer Florindo mitgenommen, der Rosetta dazu bewegen kann, die schrecklichen Erlebnisse zu vergessen und mit ihm ein Lied anzustimmen. Die beiden Frauen übernachten bei Florindos Mutter. Als Cesira in der Nacht aufwacht, ist Rosetta verschwunden. Sie erfährt von Florindos Mutter, dass Florindo mit Rosetta zum Tanzen ausgegangen ist. Von einem Nachbarn erfährt Cesira zudem, dass die deutschen Soldaten Michele erschossen haben.
Verzweifelt wartet Cesira auf die Heimkehr ihrer Tochter. Als Rosetta am Morgen mit Seidenstrümpfen in der Hand vom Tanzen zurückkehrt, stellt Cesira ihre Tochter zur Rede und schlägt sie ins Gesicht, nachdem diese ihr eine patzige Antwort gegeben hat. Als Cesira ihr von Micheles Tod berichtet, beginnt ihre Tochter zu weinen, woraufhin sie ihren Streit beilegen und sich in die Arme fallen.

## Entstehungsgeschichte
Das Kriegsdrama basiert auf dem 1957 veröffentlichten Roman Cesira (Originaltitel: La Ciociara) des italienischen Schriftstellers Alberto Moravia. Dem Werk liegen persönliche Erfahrungen Moravias im Italien des Zweiten Weltkriegs zugrunde. Als Journalist hatte sich der Italiener vor dem Krieg mit seinen Arbeiten den Zorn des faschistischen Regimes unter Benito Mussolini sowie des Vatikans eingehandelt, was zum Verlust seines Arbeitsplatzes führte. Er ging 1941 in ein freiwilliges Exil in Capri. Nach der Landung der Alliierten in Italien entging Moravia zusammen mit seiner Ehefrau 1943 einer Verhaftung durch die Faschisten, indem er in die Berge der Ciociaria (Latium) flüchtete und dort zurückgezogen unter einfachen Menschen lebte. Und dennoch leben sie war bereits die sechste Verfilmung eines Romans von Moravia, der nach dem Krieg auch als Drehbuchautor und Filmkritiker gearbeitet hat.
Für die Hauptrolle wurde die italienische Schauspielerin Sophia Loren verpflichtet, für die Produktion war ihr Ehemann Carlo Ponti verantwortlich. Loren hatte 1957 den Sprung nach Hollywood geschafft und war dort in meist glatten und frivolen Rollen neben Stars wie Cary Grant, Frank Sinatra, John Wayne, William Holden und Anthony Quinn aufgetreten. Ein Erfolg als ernsthafte Schauspielerin war der 25-jährigen Italienerin jedoch bis dahin verwehrt geblieben. Ursprünglich war ihr die Rolle der Rosetta an der Seite von Anna Magnani angeboten worden. Magnani hatte sich jedoch geweigert, die Mutter von Loren zu spielen. Ponti besetzte daraufhin seine Gattin – und Rosetta wurde im Drehbuch gegenüber dem Roman deutlich verjüngt. Die 13-jährige Eleonora Brown spielte in Und dennoch leben sie ihre erste Filmrolle.
In der Nebenrolle des Michele agierte der junge Jean-Paul Belmondo, der noch im selben Jahr mit Jean-Luc Godards Außer Atem auf sich aufmerksam gemacht hatte und zu einer Schlüsselfigur der französischen Nouvelle Vague avancierte. Mit der Regie wurde der Italiener Vittorio De Sica beauftragt, der sich ab den 1940er Jahren als Vertreter des italienischen Neorealismus hervorgetan und auch international mit Filmen wie Fahrraddiebe (1948) Erfolge gefeiert hatte. Für das Drehbuch zeichnete neben De Sica Cesare Zavattini verantwortlich, der davor bereits mehrfach mit dem Regisseur zusammengearbeitet hatte. Die Dreharbeiten fanden in der italienischen Region Latium statt, an den Originalschauplätzen, wo sich die Berglandschaft der Ciociaria erstreckt.

## Rezeption
Und dennoch leben sie wurde am 22. Dezember 1960 in Italien uraufgeführt. Knapp fünf Monate später, am 8. Mai 1961 fand die Premiere von Vittorio De Sicas neunzehnter Regiearbeit in New York unter dem Titel Two Women statt. Das Melodram wurde von den Kritikern gelobt, vor allem wegen Sophia Lorens Rolle als Cesira, ihrer ersten unglamourösen Rolle. Weitestgehend Kritik gab es dagegen für die Inszenierung, und man merkte Schwächen im Drehbuch an. Zu sehr habe De Sica der Hauptfigur Cesira Beachtung geschenkt und entgegen den Regeln des Neorealismus nicht an Kommentaren und Analysen gespart. Vor allem die Kommentare von Jean-Paul Belmondos Figur wurden als „dumme Phrasen“ gewertet (vgl. film-dienst 46/1961). So wird De Sicas Kriegsdrama allgemein nicht zu den besten Werken seines filmischen Schaffens als Regisseur gezählt. Dennoch sollte der Film zum größten Erfolg in Sophia Lorens Schauspielkarriere avancieren, an den sie vier Jahre später mit Vittorio De Sicas Hochzeit auf italienisch, an der Seite von Marcello Mastroianni, anknüpfen sollte. In der Bundesrepublik Deutschland feierte der Film seine Premiere am 26. Oktober 1961 und erhielt seinerzeit von der Freiwilligen Selbstkontrolle der Filmwirtschaft eine FSK-18-Freigabe.
Am 1. Dezember 2004 wurde Und dennoch leben sie auf dem Cairo International Film Festival wiederveröffentlicht.

## Kritiken
„Der Film bewegt sich zwischen einer Erneuerung des Neorealismus und seiner gleichzeitigen Durchbrechung und Überholung durch den Starfilm. In Einzelheiten ist de Sica unverkennbar de Sica. Weniger in einer engagierten Formung des Geschehens als in mancher etwas sentimentalen Beimischung und in naiven Sentenzen, von denen man nicht recht weiß, ob sie so prokommunistisch gemeint sind, wie sie klingen. – Unser moralischer Vorbehalt gilt einigen Einzelheiten des Anfangs.“

„Offenbar ist der Zweck dieser tragenden Darstellung […] das Desaster dieser Menschen darzustellen – und gewiss von Italien – das dachte, dass der Krieg eine Sache des gemütlichen Herunterspielens und Tuns wäre. Die Darstellung von alliierten Soldaten, die die verheerende Vergewaltigung begehen, ist die ultimative, schmerzliche Dramatisierung und Stellungnahme nach der Tragödie des Krieges. Dies ist der Kommentar des Films, und er ist plötzlich und schneidend gesetzt, aber die Schönheit von Miss' Lorens Darstellung liegt in ihrer Ausleuchtung einer leidenschaftlichen Mutterrolle. Sie ist in der frühen Phase des Films glücklich, weit reichend, lustig, abgestimmt mit dem Gusto der Landarbeiter, sanftmütig zu ihrem Kind. Aber als das Desaster beginnt, ist sie ernst und profund. Wenn sie um die Unschuld ihrer Tochter weint, weint man leise mit ihr […] Signor De Sicas Regie hat die Fülle und die Wucht, die zwingend und so vertraut in seinen Filmen ist.“

## Auszeichnungen
Vittorio de Sicas Melodram war bei den Filmfestspielen von Cannes 1961 im Wettbewerb um die Goldene Palme vertreten und gewann den Golden Globe als Bester fremdsprachiger Film. Hauptdarstellerin Sophia Loren wurde 1961 mit den Darstellerpreisen von Cannes, der New Yorker Filmkritikervereinigung und dem Sindacato Nazionale Giornalisti Cinematografici Italiani ausgezeichnet. Bei der Oscar-Verleihung am 9. April 1962 im Santa Monica Civic Auditorium war die italienische Schauspielerin nicht anwesend. Sie war neben Audrey Hepburn (Frühstück bei Tiffany), Piper Laurie (Haie der Großstadt), Golden-Globe-Gewinnerin Geraldine Page (Sommer und Rauch) und Natalie Wood (Fieber im Blut) als Beste Hauptdarstellerin nominiert, galt aber als Außenseiterin. Umso überraschender war ihr Sieg, da sich zum ersten Mal in der Geschichte der Academy Awards eine nichtenglischsprachige Produktion in einer Darstellerkategorie durchsetzen konnte. Allerdings hatte Loren sich für die englischsprachige Fassung des Films selbst synchronisiert. Zugleich war es der zweite Hauptdarsteller-Oscar für eine italienische Schauspielerin nach Anna Magnanis Sieg im Jahr 1955 für Die tätowierte Rose. Der Preis wurde stellvertretend für Sophia Loren von der britischen Schauspielerin Greer Garson angenommen.

### Oscar 1962
- Beste Hauptdarstellerin (Sophia Loren)

### Golden Globe Award 1962
- Bester fremdsprachiger Film

### Weitere
Blue Ribbon Award 1962
- Bester fremdsprachiger Film

Internationale Filmfestspiele von Cannes 1961
- Beste Darstellerin (Sophia Loren)
- nominiert für die Goldene Palme als bester Film

Sindacato Nazionale Giornalisti Cinematografici Italiani
- Beste Hauptdarstellerin (Sophia Loren)

Laurel Award 1962
- 5. Platz als Beste Hauptdarstellerin – Drama

New York Film Critics Circle Award 1961
- Beste Hauptdarstellerin (Sophia Loren)

## Neuverfilmung
Im Jahr 1988 wurde in Italien der Stoff von dem Regisseur Dino Risi unter dem Titel Cesira – Eine Frau besiegt den Krieg (Originaltitel: La Ciociara) noch einmal verfilmt. Die 100 Minuten lange Neuverfilmung, erneut mit Sophia Loren in der Rolle der Cesira und Sydney Penny als Rosetta, entstand ebenfalls auf Basis von Alberto Moravias Roman. Cesira – Eine Frau besiegt den Krieg konnte jedoch nicht an den Erfolg von Vittorio De Sicas Original anknüpfen.